# Saint-Henri—Westmount
Saint-Henri—Westmount est une ancienne circonscription fédérale du Québec, située sur l'île de Montréal. Elle fut représentée à la Chambre des communes de 1968 à 1997.
La circonscription a été créée sous le nom de Westmount en 1966 avec des parties des circonscriptions de Mont-Royal, Notre-Dame-de-Grâce, Outremont—Saint-Jean, Saint-Antoine—Westmount et Saint-Laurent—Saint-Georges
En 1978 le nom Westmount fut changé en Saint-Henri—Westmount. En 1996, la circonscription est abolie et divisée parmi Westmount—Ville-Marie et LaSalle—Émard.

## Géographie
La circonscription comprenait la cité de Westmount et des portions de Montréal situées dans les quartiers de Côté-des-Neiges, Notre-Dame-de-Grâce, Côte-Saint-Paul et Saint-Henri.

## Députés
| Législature | Années    | Député             | Député              | Parti   |
| --- | --------- | ------------------ | ------------------- | ------- |
| Westmount issue de Mont-Royal, Notre-Dame-de-Grâce, Outremont—Saint-Jean , Saint-Antoine—Westmount et Saint-Laurent—Saint-Georges |           |                    |                     |         |
| 28e | 1968–1972 |                    | Charles Mills Drury | Libéral |
| 29e | 1972–1974 |                    | Charles Mills Drury | Libéral |
| 30e | 1974–1978 |                    | Charles Mills Drury | Libéral |
| 30e | 1978–1979 | Don Johnston       |                     | Libéral |
| Saint-Henri—Westmount |           |                    |                     |         |
| 31e | 1979–1980 |                    | Don Johnston        | Libéral |
| 32e | 1980–1984 |                    | Don Johnston        | Libéral |
| 33e | 1984–1988 |                    | Don Johnston        | Libéral |
| 34e | 1988–1993 | David Berger       |                     | Libéral |
| 35e | 1993–1995 | David Berger       |                     | Libéral |
| 35e | 1995–1997 | Lucienne Robillard |                     | Libéral |
| Dissoute parmi LaSalle—Émard et Westmount—Ville-Marie                                                                             |           |                    |                     |         |